# 승무원

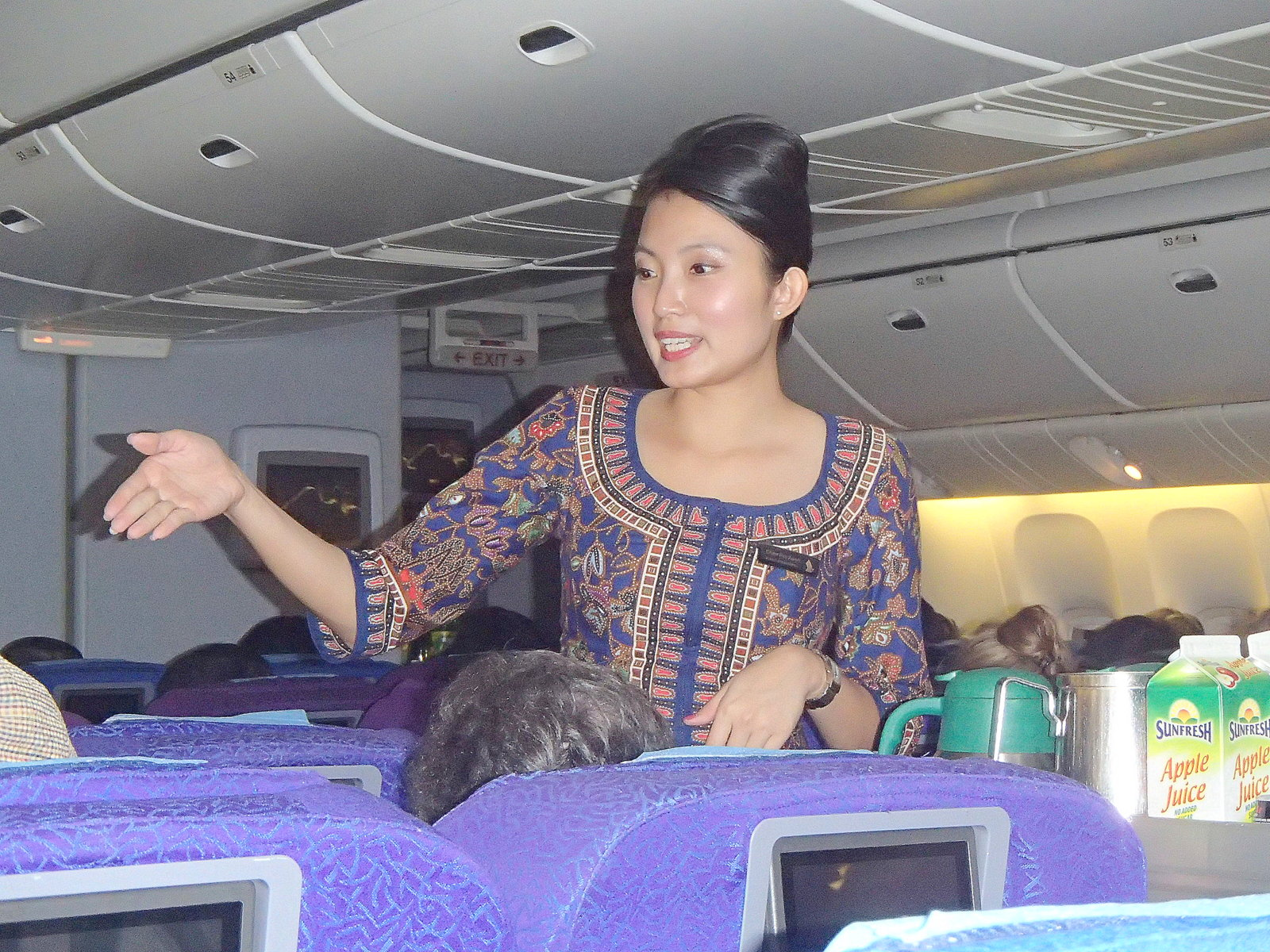

승무원(乘務員; 문화어: 렬차원)은 이동을 위한 탈것 등에 탑승하여 주어진 업무를 맡아서 하는 사람을 말한다. 차장(車掌)이라고도 한다. 탈것의 종류에 따라 앞에 해당 명칭이 추가로 붙는다. 승무원의 예로는 우주왕복선 승무원, KTX 승무원, 철도 승무원, 버스 승무원 등이 있다.

## 같이 보기
- 안내양